# Harriss Ridge
Harriss Ridge ist ein ostwestlich ausgerichteter Gebirgskamm im ostantarktischen Mac-Robertson-Land. In der Athos Range der Prince Charles Mountains ragt er mit zwei kleinen Ausläufern an seinem westlichen Ende 3 km nordöstlich des Mount Dovers auf.
Luftaufnahmen der Australian National Antarctic Research Expeditions aus dem Jahr 1965 dienten seiner Kartierung. Das Antarctic Names Committee of Australia benannte ihn nach Brian Harriss, Hubschrauberpilot zur Unterstützung einer Mannschaft, welche 1969 die Prince Charles Mountains erkundet hatte.
Der später bezeichnete Nunatak Predgornyj befindet sich am selben geographischen Ort, weswegen es sich möglicherweise um dasselbe geografische Objekt handelt.